# Мюлдюр, Мерт
Мерт Мюлдюр (тур. и нем. Mert Müldür; род. 3 апреля 1999, Вена) — турецкий и австрийский футболист, защитник клуба «Фенербахче» и сборной Турции. Участник двух чемпионатов Европы (2020 и 2024).
Мюлдюр родился в Австрии в семье этнических турок.

## Клубная карьера

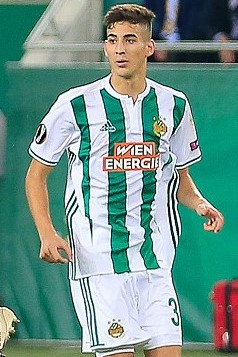
Мюлдур в составе венского «Рапида»

Мюлдюр — воспитанник столичного клуба «Рапид». 13 мая 2018 года в матче против «Ред Булл Зальцбург» он дебютировал в австрийской Бундеслиге. В конце месяца Мерт подписал свой первый профессиональный контракт с клубом, сроком на 3 года. 29 ноября 2018 года в поединке Лиги Европы против московского «Спартака» Мерт забил свой первый гол за «Рапид».
Летом 2019 года Мюлдур перешёл в итальянский «Сассуоло». Сумма трансфера составила 4,5 млн. евро. 25 августа в матче против «Торино» он дебютировал в итальянской Серии A. 1 июля 2020 года в поединке против «Фиорентины» Мерт забил свой первый гол за «Сассуоло».
Летом 2023 года Мюлдур подписал контракт с «Фенербахче», подписав контракт на четыре года. Сумма трансфера составила 2,8 млн. евро. 21 августа в матче против «Самсунспора» он дебютировал в турецкой Суперлиге. 10 января 2024 года в поединке против «Коньяспора» Мерт забил свой первый гол за «Фенербахче».

## Международная карьера
11 октября 2018 года в товарищеском матче против сборной Боснии и Герцеговины Мюлдур дебютировал за сборную Турции.
13 ноября 2021 года в отборочном матче чемпионата мира 2022 против сборной Гибралтара Мерт забил свой первый гол за национальную команду.
В 2021 году Мюлдур принял участие в чемпионате Европы. На турнире он сыграл в матчах против Уэльса и Швейцарии.

### Голы за сборную Турции
| # | Дата           | Место                                   | Противник | Счёт | Результат | Соревнование                     |
| - | -------------- | --------------------------------------- | --------- | ---- | --------- | -------------------------------- |
| 1 | 13 ноября 2021 | Башакшехир Фатих Терим, Стамбул, Турция | Гибралтар | 6:0  | 6:0       | Чемпионат мира 2022 квалификация |
| 2 | 18 июня 2024   | Сигнал Идуна Парк, Дортмунд, Германия   | Грузия    | 1:0  | 3:1       | Чемпионат Европы 2024            |